# Heimathafen

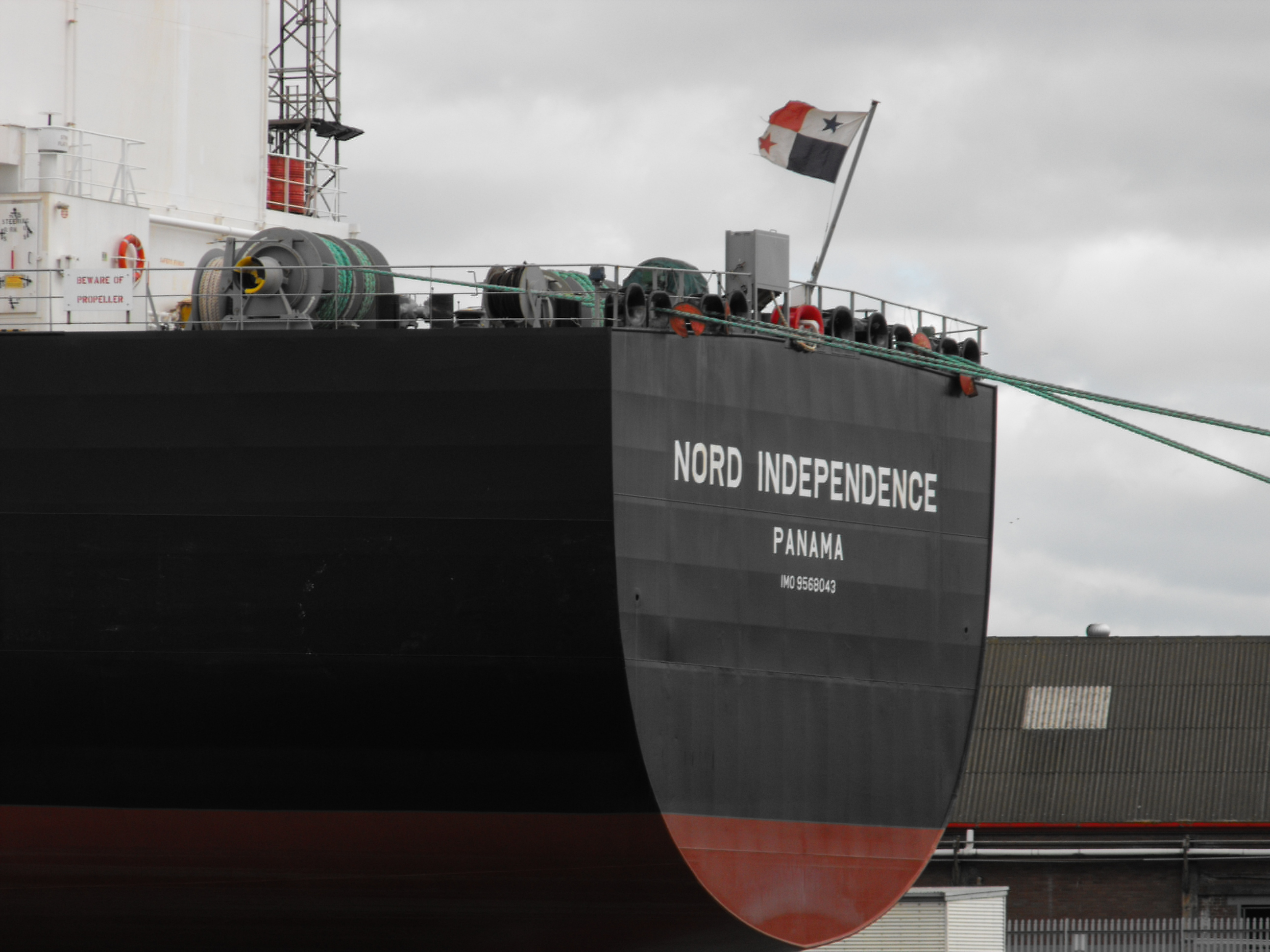
Der Tanker Nord Independence gehört einer panamaischen Gesellschaft und ist daher in Panama registriert: Flagge und gesetzlicher Heimathafen sind somit Panama.

Der Heimathafen (früher auch: Registerhafen; englisch home port oder port of registry) eines Schiffes ist der Ort, an dem das Schiff in einem dort geführten Schiffsregister registriert ist. Bei Binnenschiffen spricht man in Deutschland von Heimatort.
Ein Schiff muss diesen Hafen nicht zwingend irgendwann anlaufen. Schiffe, die die Flagge eines Binnenlandes führen, sind dazu oftmals überhaupt nicht in der Lage. Auch durch Ausflaggung gibt es Schiffe, die in ihrem Heimathafen noch nie gesehen wurden. Fischereifahrzeuge müssen jedoch in den Fischereikennzeichen einen Hinweis auf den Heimathafen tragen.
Der Staat, dessen Flagge ein Schiff führt, ist weitgehend für das an Bord des Schiffes geltende Recht verantwortlich. So kann er Ausrüstungs- und Arbeitssicherheitsvorschriften erlassen und das für die Mannschaft gültige Arbeitsrecht bestimmen. 

## Einzelheiten
- Fracht- und Kreuzfahrtschiffe deutscher Reeder fahren nur noch selten unter deutscher Flagge. Die Reeder begründen dies mit hohen Kosten. Die Registrierung im Ausland bietet steuerliche und arbeitsrechtliche Vorteile für die Unternehmen. Ein Nachteil ist allerdings der schlechtere Schutz bei Piratenangriffen, da die deutsche Regierung Schiffen unter deutscher Flagge in solchen Lagen sehr viel besser helfen könnte.[5][6]

- Viele Reeder nutzen für das Ausflaggen Offshore-Konstrukte. Beim Ausflaggen beispielsweise nach Panama werden dafür dort Briefkastenfirmen gegründet. Das Schiff erhält danach die neue Flagge des Staates in dem sich der neue Heimathafen befindet, beispielsweise die Panamaflagge.[7]

- Alle in der Schweiz registrierten Hochseeschiffe, Hochseeyachten und Rheinschiffe sind in Basel registriert,[8] das als Heimathafen gilt. Das Schweizerische Seeschifffahrtsamt hat dort seinen Sitz. Für zivil- und strafrechtliche Belange an Bord von Schweizer Schiffen auf hoher See sind die Gerichte von Basel zuständig.

- Kriegsschiffe sind, unabhängig von Unterstellung oder Zugehörigkeit zu einem Verband, in ihrem Heimathafen stationiert.

Beispiel: Das Segelschulschiff der Deutschen Marine Gorch Fock ist als Kriegsschiff in die Liste der Kriegsschiffe der Bundeswehr (MDv 180/1) eingetragen und untersteht der Marineschule Mürwik in Flensburg. Heimathafen (= militärischer Standort) ist die schleswig-holsteinische Landeshauptstadt Kiel.